# Santa Cruz das Palmeiras
Santa Cruz das Palmeiras – miasto i gmina w Brazylii, w stanie São Paulo. Znajduje się w mezoregionie Campinas i mikroregionie Pirassununga.